# Фомиха (река)
Фомиха — река в России, протекает в Опаринском и Мурашинском районах Кировской области. Устье реки находится в 11 км по правому берегу реки Шубрюг Северный. Длина реки составляет 12 км.
Исток реки в Мурашинском районе лесах в 20 км к северо-западу от села Верхораменье. Река течёт на восток по ненаселённому лесному массиву. В нижнем течении образует границу Мурашинского и Опаринского районов.

## Данные водного реестра
По данным государственного водного реестра России относится к Камскому бассейновому округу, водохозяйственный участок реки — Вятка от города Киров до города Котельнич, речной подбассейн реки — Вятка. Речной бассейн реки — Кама.
По данным геоинформационной системы водохозяйственного районирования территории РФ, подготовленной Федеральным агентством водных ресурсов:
- Код водного объекта в государственном водном реестре — 10010300312111100035720
- Код по гидрологической изученности (ГИ) — 111103572
- Код бассейна — 10.01.03.003
- Номер тома по ГИ — 11
- Выпуск по ГИ — 1